# Al-Fujairah SC
Der al-Fujairah Sports and Cultural Club (arabisch نادي الفجيرة الرياضي الثقافي, DMG Nādī l-Fuǧaira ar-riyāḍī aṯ-ṯaqāfī), auch bekannt als Al-Fujairah SC, ist ein Sportverein aus Fudschaira, Emirat Fudschaira (Vereinigte Arabische Emirate). Aktuell, Stand Oktober 2024, spielt der Verein in der zweiten Liga, der UAE First Division League. 

## Geschichte
Der Verein wurde 1968 gegründet.  In seiner Geschichte erlebte der Verein bereits mehrere Auf- und Abstiege.
Zwischen 2017 und 2018 war Diego Maradona kurzzeitig Trainer des Vereins.

## Erfolge

### National
- 2. Liga: Meister und Aufsteiger 1985/86, 1989/90, 2005/06[2]

## Stadion
Seine Heimspiele trägt der Verein im Fujairah-Club-Stadion aus.

## Spieler
- Madjid Bougherra (2016)
- Marcos Pizzelli (2016–2017)

## Trainer
- Hassan Shehata (2000)
- Diego Maradona (2017–2018)
- Ivan Hašek senior (2018–2019)
- Madjid Bougherra (2019–2020)